# Los Alamitos
Los Alamitos ist eine Stadt im Orange County des Bundesstaats Kalifornien in den Vereinigten Staaten mit 11.780 Einwohnern (Stand: 2020).
Das Stadtgebiet hat eine Größe von 10,6 km².

## Söhne und Töchter der Stadt
- Ralph Flanagan (1918–1988), Schwimmsportler und Olympiateilnehmer
- Mesinee Mangkalakiri (* 1983), Badmintonspielerin und Olympiateilnehmerin
- Marcedes Lewis (* 1984), American-Football-Spieler
- Tim Hutten (* 1985), Wasserballspieler
- Tori Pena (* 1987), irisch-US-amerikanische Stabhochspringerin
- Halli Amaro (* 1993), Volleyballspielerin
- Rachel Fattal (* 1993), Wasserballspielerin